# 統一国民党 (韓国)
統一国民党（とういつこくみんとう）は、盧泰愚（ノ・テウ）政権・金泳三（キム・ヨンサム）政権時代の韓国に存在した政党。略称は「国民党」。韓国の大手財閥「現代グループ」の名誉会長（当時）であった鄭周永（チョン・ジュヨン）が結成した。

## 概要
1992年1月3日に鄭周永が政界進出と新党結成を表明、金東吉らが結成していたセハン党（新しい韓国党）や民主自由党を離脱した朴哲彦らの一派を吸収して2月2日に統一国民党を旗揚げした。結成直後の3月に行なわれた総選挙では31議席（地域区24議席＋全国区7議席）を獲得して躍進したが、12月に行なわれた大統領選挙では、金泳三と金大中（キム・デジュン）の二金の争いに埋没、大統領候補の鄭周永は16.3％の得票で3位に終わった。大統領選挙に敗れた鄭周永は政界から引退を表明、離党者が続出した。その後、1994年5月に「新民党」（70年代の新民党とは関係なし）へ党名を改称、7月に朴燦鍾率いる新政治改革党と合同し、1995年3月に結成された自由民主連合（自民連）に合流した。

## 党勢推移
| 年             | 代               | 候補者 | 得票数    | 得票率 | 当落        |
| -------------- | ---------------- | ------ | --------- | ------ | ----------- |
| 1992年12月18日 | 第14代大統領選挙 | 鄭周永 | 3,880,067 | 16.3％ | 落選（3位） |

| 年            | 代         | 議席数 | 議席数 | 議席数 | 得票数    | 得票率 |
| 年            | 代         | 合計   | 地域区 | 全国区 | 得票数    | 得票率 |
| ------------- | ---------- | ------ | ------ | ------ | --------- | ------ |
| 1992年3月24日 | 14代総選挙 | 31     | 24     | 7      | 3,574,419 | 17.4％ |